# Merkuriuspassage (Mars)

Merkuriuspassagen från Mars den 3 juni 2014, sedd från Curiosity.

Merkuriuspassage från Mars benämns det som inträffar när planeten Merkurius passerar framför solen sett från Mars. Merkurius kan då ses som en liten svart skiva som långsamt rör sig över solens yta. Merkuriuspassager sedda från Mars är mer vanligt förekommande än Merkuriuspassager från Jorden, då de från Mars kan ses flera gånger på ett årtionde.

## Passager 2000–2100
| 18 december 2003 | 13 juli 2044     | 12 januari 2084  |
| 12 januari 2005  | 24 maj 2045      | 22 november 2084 |
| 23 november 2005 | 8 november 2052  | 9 maj 2092       |
| 10 maj 2013      | 3 december 2053  | 3 juni 2093      |
| 3 juni 2014      | 14 oktober 2054  | 14 april 2094    |
| 15 april 2015    | 25 april 2063    |                  |
| 25 oktober 2023  | 6 mars 2064      |                  |
| 5 september 2024 | 27 juli 2073     |                  |
| 26 januari 2034  | 22 augusti 2074  |                  |
| 21 februari 2035 | 17 december 2082 |                  |